# Natężona objętość wydechowa pierwszosekundowa

Schematyczny spirogram ukazujący zmniejszenie FEV_{1} i FVC u chorego na POChP.

Natężona objętość wydechowa pierwszosekundowa, oznaczana jako FEV1 lub FEV1 (ang. forced expiratory volume in 1 second) – objętość powietrza wydmuchnięta z płuc w czasie pierwszej sekundy maksymalnie natężonego wydechu. Jest wyznaczana w trakcie wykonywania spirometrii. Jest stosowana także do wyznaczania wskaźnika Tiffeneau.